# كركر (شيروان)
کرکر (بالفارسية: کرکر) هي مستوطنة تقع في إيران في قسم شیروان الريفي. يقدر عدد سكانها بـ 28 نسمة بحسب إحصاء 2016.